# Domestikator

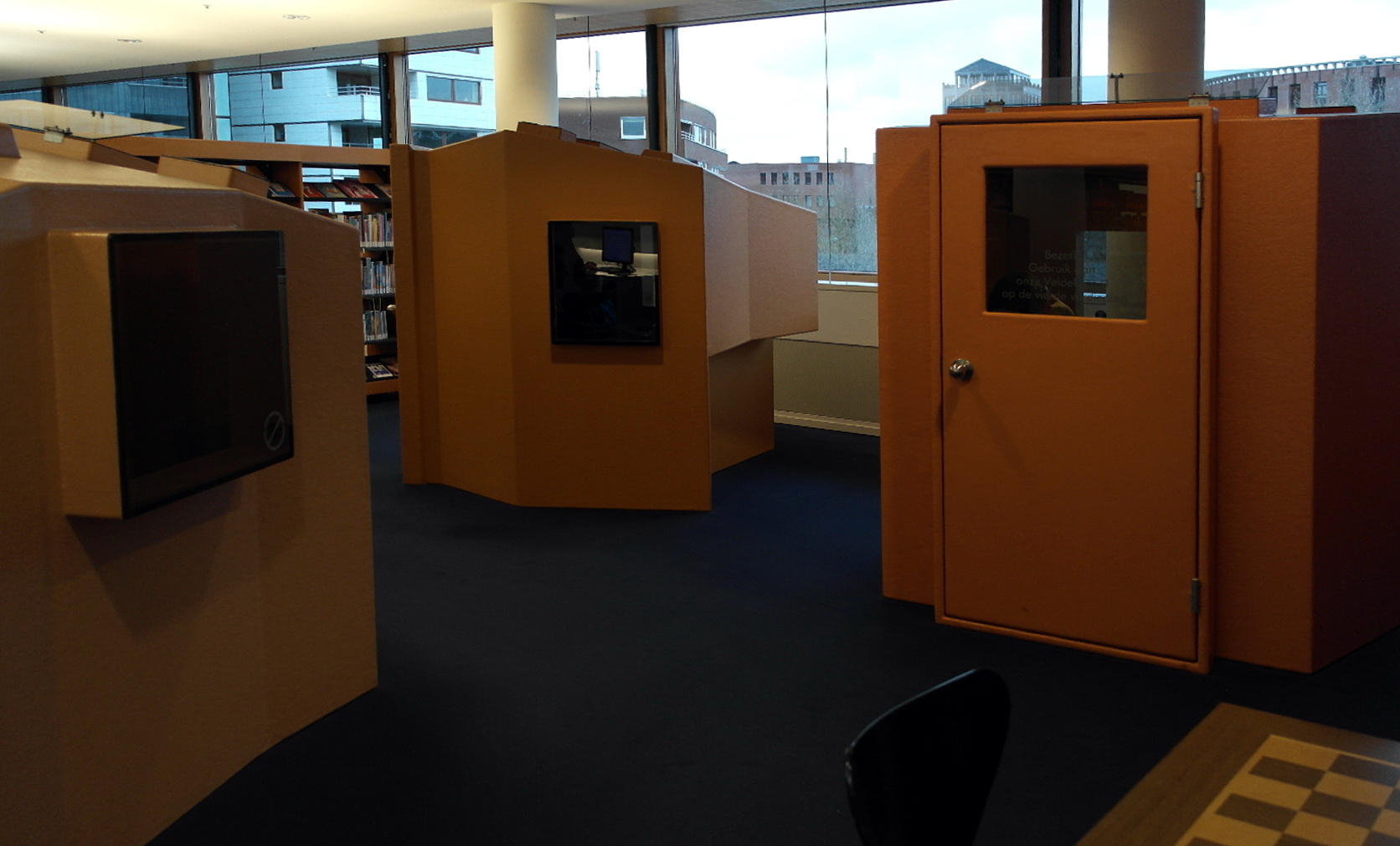
Ter vergelijking: studiecabines uit hetzelfde atelier

Domestikator is een relatief groot kunstwerk van Atelier Van Lieshout/Joep van Lieshout.
Het maakt deel uit van een totaalwerk in het kader van Crypto-Futurisme, een verwijzing naar de kunststroming Futurisme. Die stroming haalde inspiratie uit vooruitgang en nieuwe (industriële) technologie. Van Lieshout zag parallellen met de situatie aan het begin van de 21e eeuw, vooruitgang en nieuwe informatietechnologie. Hij zag ook de schaduwzijde van dat de mens de natuur steeds meer naar zijn hand zet, een algehele domesticatie met als uitwas genetische manipulatie etc. Aan de andere kant zag hij ook in dat dit grotendeels noodzakelijk was om de zeven miljard mensen te kunnen (blijven) voeden. Van Lieshout wil met zijn Crypto-Futurisme de discussie los maken over wat nog wel of niet kan.
Het enorme metalen gevaarte lijkt op een willekeurige stapeling van gebouwtjes; er zijn bijvoorbeeld vensters te zien. Een deel van het werk wordt gedragen door een roestige zeecontainer. De kunstenaar koos voor een opvallende vorm: de stapeling lijkt op de sekspositie in hondjeshouding. Hij zag er ook nog andere dingen in, zoals twee rugbyspelers, spelende robotjes dan wel Legoblokken, dan wel een blokkendoos, andere zagen er seks tussen men en dier in.
Het werk was voor een periode van drie jaar te zien in Bochum in het kader van de Ruhrtriënnale. Vervolgens verhuisde het werk naar Parijs, waar het in eerste instantie te zien zou zijn in de Tuilerieën nabij het Louvre. Het zou daarbij bij een kinderspeelplaats komen te staan in het kader van Hors de Murs. In Bochum kwam er geen enkel klacht over het werk, maar het Louvre vond het werk te aanstootgevend om tentoon te stellen, men verwees daarbij naar het seksuele standje in combinatie met de plaats waar het te zien zou zijn. Op Van Lieshout reactie, dat het Louvre vol hangt met naakte mensen werd niet gereageerd. Het Centre Pompidou reageerde snel en liet het werk in oktober 2017 pontificaal voor hun gevel zetten, met daarbij de stalen koe en man (Milkman) van dezelfde kunstenaar. Van Lieshout zag in de weigering van het Louvre een opkomst van nieuwe preutsheid en had het over het stimuleren van zelfcensuur bij kunstenaars. In april 2018 werd de gehele installatie verplaatst naar het voormalige NDSM-werf, een historische plek voor metaalbewerking aldus de kunstenaar. Op het terrein verrees Ferrotopia, ferro staande voor ijzer. Het is een Gesamtkunstwerk bestaande uit de Domestikator, een Valhamerhuis (een zware hamer valt op allerlei voorwerpen, die vervolgens stuk gaan en wellicht ook weer in elkaar gezet worden), de Happy Gietloods (een bedrijfshal vol metaalbewerking) en de refter.
Het is vervolgens geplaatst in de duinen bij IJmuiden, waar niet iedereen er blij mee is.